# Казачья Бадарановка
Казачья Бадарановка — деревня в Нижнеудинском районе Иркутской области России. Входит в состав Атагайского муниципального образования. Находится примерно в 35 км к северо-востоку от районного центра.

## Топонимика
Название Бадарановка происходит от восточно-сибирского диалектного термина бадаран — «колодец», «просос», «окошко в болотистых местах посреди вечной мерзлоты», заимствованного из якутского бадараан — «болото», «топь», «грязевое болото в глинистых понижениях, оттаивающее летом, под которым залегает вечная мерзлота». Как заимствование из якутского это слово существует и в ряде тунгусо-маньчжурских языков. Возможно, родственным является бурятское бадаар, присутствующее в аларском и тункинском диалектах и означающее «слабо заболоченный или моховой ельник», «сосновый бор на возвышенности». По мнению Матвея Мельхеева, именно этот термин лёг в основу топонима.

## Население
По данным Всероссийской переписи, в 2010 году в деревне проживало 39 человек (21 мужчина и 18 женщин).